# Ambrose Evans-Pritchard
Ambrose Evans-Pritchard (Oxford, 7 de desembre de 1957) és el redactor en cap d'economia internacional de The Daily Telegraph, diari on va ser el corresponsal europeu a Brussel·les des de 1999 fins al 2004. S'ha oposat a la constitució de la Unió Europea i a la unió monetària.
Va ser alumne del Malvern College, el Trinity College, la Universitat de Cambridge i La Sorbona. Abans de treballar a The Daily Telegraph el 1991, va escriure sobre Amèrica Central per a The Economist i va ser corresponsal a Washington de The Spectator a mitjans de la dècada de 1980.
A principis de 1990 va ser el cap de The Sunday Telegraph a Washington DC, moment en què Evans-Pritchard fou conegut per les seves versions controvertides sobre Bill Clinton, la mort de Vince Foster, i l'atemptat d'Oklahoma City de 1995.
La cobertura d'Evans-Pritchard durant el seu període a Washington DC no va agradar gens a l'administració Clinton. El 1997 Evans-Pritchard va publicar The Secret Life of Bill Clinton: The Unreported Stories amb l'editorial Regnery Publishing. En aquest llibre, afirma que l'atemptat d'Oklahoma City va ser una operació encoberta de l'FBI que va sortir horriblement malament, que es va advertir als agents de l'ATF que no es presentessin a treballar a l'Edifici Federal Alfred P. Murrah el matí de l'atac, i que posteriorment el Departament de Justícia dels Estats Units va encobrir aquests fets.